# Área Monetaria Común
Asociada a la Unión Aduanera de África Austral (SACU), se encuentra el Área Monetaria Común (CMA) que une a Sudáfrica, Lesoto y Suazilandia en una unión monetaria. Namibia automáticamente se hizo miembro desde su independencia, pero se retiró con la introducción del dólar namibio en 1993. Namibia ha decidido no perseguir una política de tipo de cambio flexible propia, y el dólar namibio está a la par con el rand sudafricano y no hay ninguna perspectiva inmediata de cambios. Lo mismo sucede con el lilangeni de Suazilandia y el loti de Lesoto. El rand sigue circulando libremente en todos estos países. Las regulaciones del mercado de divisas y la política monetaria en todas las partes del CMA siguen reflejando la influencia del Banco de la Reserva sudafricano.
De los miembros SACU sólo Botsuana está actualmente fuera del CMA.